# Desert Fury
Desert Fury (Brasil: A Filha da Pecadora / Portugal: A Filha do Pecado) é um filme estadunidense de 1947, do gênero filme noir, dirigido por Lewis Allen e estrelado por Lizabeth Scott e John Hodiak. Mistura de melodrama antigo e telenovela, o filme serviu para que o produtor Hal B. Wallis expusesse três de seus contratados: a loira Lizabeth, beneficiada por um caprichado guarda-roupa, Burt Lancaster, que debutara espetacularmente no ano anterior em The Killers, pela Universal Pictures, e Wendell Corey, em sua estreia no cinema. Entretanto, a atuação mais celebrada é a de Mary Astor, como a proprietária do cassino.
Desert Fury é um dos raros filmes noir dos anos 1940 feito em cores.
As filmagens ocorreram no pequeno Condado de Ventura (Califórnia), na cidade de Piru. A Mansão Piru foi usada como o lar dos Hallers e a histórica ponte Piru, para as cenas de acidente de carro. Houve também locações em Clarkdale (Arizona) e na cidade velha de Cottonwood (Arizona).

## Sinopse
Paula Haller deixa a escola e volta para a (fictícia) Chuckawalla, Nevada, onde sua mãe viúva, Fritzi, possui uma casa de jogos. Paula se apaixona pelo aventureiro Eddie Bendix, cuja esposa morrera misteriosamente nessa mesma cidade anos atrás. Fritzi, que não quer a união, chantageia o policial Tom Hanson para que ele separe os dois. Tom, que deseja o coração de Paula, conta com a ajuda de Johnny Ryan, amigo de Eddie, que resolve trair o comparsa.

## Elenco
| Ator/Atriz       | Personagem                         |
| ---------------- | ---------------------------------- |
| John Hodiak      | Eddie Bendix                       |
| Lizabeth Scott   | Paula Haller                       |
| Burt Lancaster   | Tom Hanson                         |
| Wendell Corey    | Johnny Ryan                        |
| Mary Astor       | Fritzi Haller                      |
| Kristine Miller  | Claire Lindquist                   |
| William Harrigan | Juiz Berle Lindquist               |
| James Flavin     | Xerife Pat Johnson                 |
| Anna Camargo     | Rosa                               |
| Jane Novak       | Mrs. Lindquist                     |
| Harland Tucker   | Chuck - Revendedor (não-creditado) |